# Hydromanicus umbonatus
Hydromanicus umbonatus är en nattsländeart som beskrevs av Li in Tian, Li, Yang och Sun, in Chen, editor 1993. Hydromanicus umbonatus ingår i släktet Hydromanicus och familjen ryssjenattsländor. Inga underarter finns listade i Catalogue of Life.